# Zosterops luteirostris
El anteojitos de la Gizo (Zosterops luteirostris) es una especie de ave paseriforme de la familia Zosteropidae endémica de las islas Salomón.

## Distribución geográfica y hábitat
Se encuentra solo en la isla de Gizo, en el oeste de las islas Nueva Georgia, en el archipiélago de las islas Salomón.
Sus hábitats naturales son las bosques tropicales o subtropicales húmedos.

## Estado de conservación
Se encuentra amenazada por la pérdida de su hábitat natural.